# 鹿児島県道218号鹿児島港下荒田線
鹿児島県道218号鹿児島港下荒田線（かごしまけんどう218ごう かごしまこうしもあらたせん）は、鹿児島県鹿児島市を通る一般県道である。

## 概要

### 路線データ
- 起点：鹿児島市鴨池新町（鴨池港）
- 終点：鹿児島市下荒田3丁目（騎射場交差点、鹿児島県道20号鹿児島加世田線交点）

## 地理

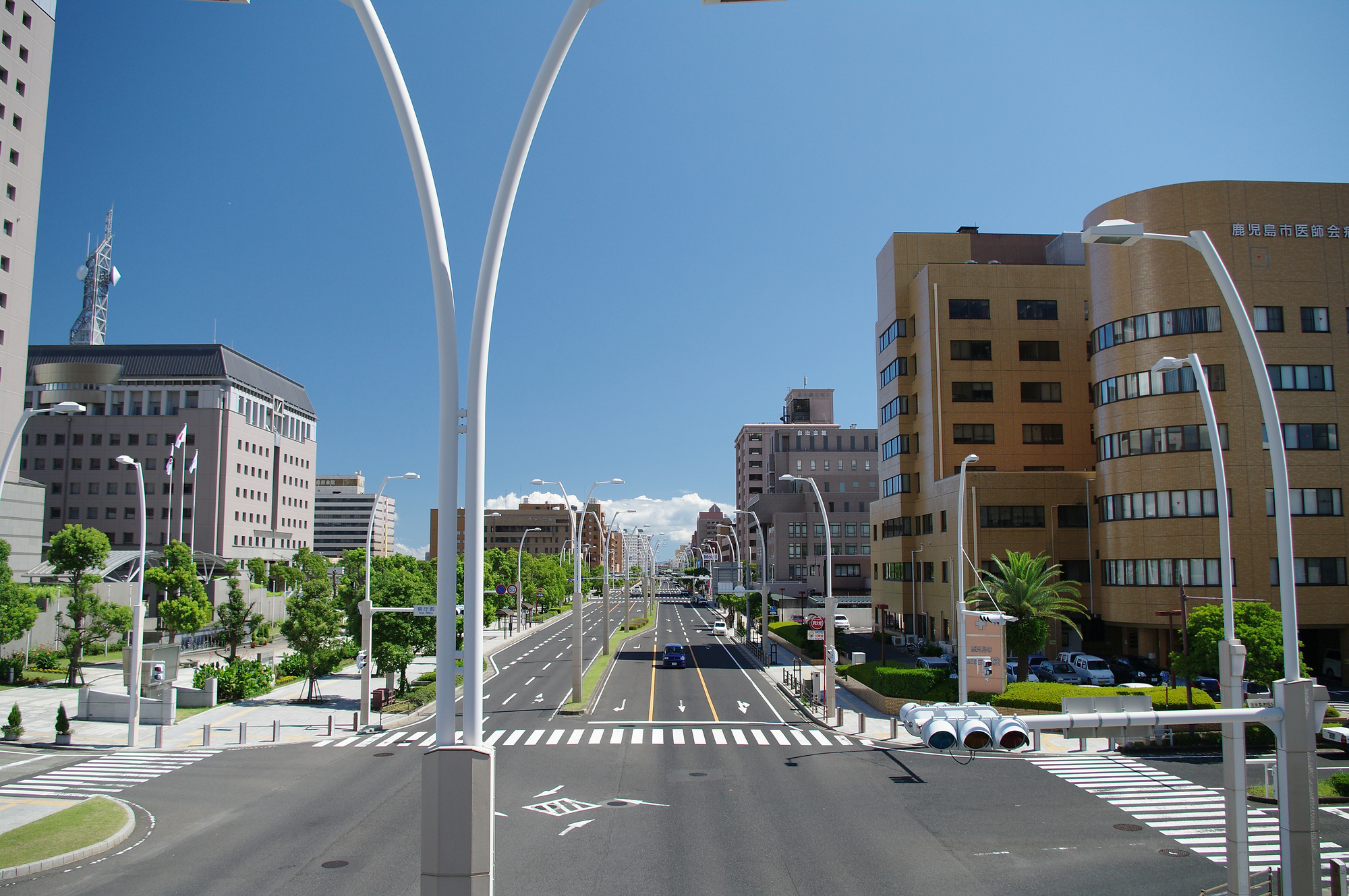
鹿児島県道218号（県庁前交差点）

### 通過する自治体
- 鹿児島市

### 交差する道路
| 交差する道路                 | 交差する場所 | 交差する場所        |
| ---------------------------- | ------------ | ------------------- |
| 国道225号                    | 下荒田4丁目  | 運動公園前交差点    |
| 鹿児島県道20号鹿児島加世田線 | 下荒田3丁目  | 騎射場交差点 / 終点 |

### 沿線
- 鴨池港
- 鹿児島県警察本部
- 鹿児島県庁
- 鹿児島県立鴨池野球場